# C6HCl5O
化学式C6HCl5O，摩尔质量 266.34 g/mol，可以指以下化合物：
- 五氯酚，CAS号：87-86-5
- 2,3,4,4,6-五氯-2,5-环己二烯酮，CAS号：51685-65-5
- 2,3,4,6,6-五氯-2,4-环己二烯酮，CAS号：25108-10-5
- 2,3,4-三氯-5-二氯亚甲基环己-2-烯酮，CAS号：29897-40-3

|  | 这个同类索引页列出了具有相同分子式的化学物（即同分異構體）条目。 除非您是有意链接至本页，否则应将相应条目的内部链接指向正确的条目。 |